# آدری ولز
آدری ولز (انگلیسی: Audrey Wells؛ زادهٔ ۲۹ آوریل ۱۹۶۰) یک کارگردان اهل ایالات متحده آمریکا است.